# Hjortsvang Museum
Hjortsvang Museum er et museum i landsbyen Hjortsvang, der ligger 4 km nord for Tørring og hører til Hedensted Kommune.

## Historie

### Vroldgård
Grundstammen i museet er Vroldgård, en af Hjortsvangs gamle gårde, som ikke blev udflyttet efter landboreformerne i 1788. Stuehuset bærer årstallet 1818. Markus Markussen købte Vroldgård i 1891, og de nuværende lade- og staldbygninger er fra 1898-1908. Markus Markussen fik otte børn, og den ældste søn, Jens Markussen, blev ejer af gården 1942-1964.

### Jens Markussen
Jens Markussen begyndte allerede i 1920'erne og 1930'erne at samle et væld af brugsting, redskaber, husgeråd mv., som han tog frem og fortalte om, når der var gæster. Næsten alle genstande stammer fra Hjortsvang, og de er som regel overgivet til ham personligt fra hånd til hånd, så han har fået historien med om ophavssted, brugsmåde og anvendelsestid. En overgang ejede han en ejendom i nærheden, hvor han udelukkende opbevarede museumsgenstande.
Jens Markussen interesserede sig ikke kun for fortiden, men også for det nye. Han byggede svømmebassin på marken i 1939, og han fik fjernsyn i 1954, kun to år efter at det var kommet til Danmark. Jens Markussen var ungkarl og ringede sommetider rundt for at invitere de andre i landsbyen hjem og se fjernsyn, og det blev efterhånden skik, at gæsterne til gengæld tog en gammel ting med til ham.

### Gården bliver museum
Efter Jens Markussens død overtog broderen Anders Markussen Vroldgård og de mange museumsgenstande. Samlingen voksede stadig, så i 1983 skænkede Anders Markussen bygninger, grund og samling til Tørring-Uldum Kommune med det formål, at samlingen skulle renoveres og bevares på stedet. Samme år blev museet oprettet som en selvejende institution.
Museet blev åbnet for publikum i maj 1985. I stuehuset vises, hvordan det har været brugt af Jens Markussen og hans forældre. Staldbygning med hestestald, karlekammer og kostald er i stil og indretning ført tilbage til tiden omkring 1900. I lader og udhuse er der udstillet landbrugsmaskiner, redskaber og værktøj. Udstillingerne med de gamle håndværk er pt. ikke tilgængelige pga. ombygning.

## Flere bygninger
Gennem årene er museet blevet suppleret med flere gamle bygninger:
- Lade fra Skovbankgård Teglværk i Tørring, flyttet til museet 1986-87.
- Hornborghuset er et stuehus fra omkring 1750 i bindingsværk med gennemstukne bjælkehoveder. Det er flyttet til museet fra Hornborg i 1991-92. I den ene ende af huset er der fotoatelier, omgivet af tekstiler fra 1800-tallet og 1900-tallet. I den anden ende har man genskabt facade og interiør i Gammel Tørring Kro.
- Hattinghuset er et bindingsværkshus fra ca. 1770. Det blev nedtaget i Hatting i 1995 og genopført på museet, hvor det er blevet kaffestue og undervisningslokale.
- Honumhuset fra ca. 1860 har indeholdt aftægtsbolig, vognport m.m. og er flyttet fra landsbyen Honum ved Rask Mølle og genopbygget på museet i 1998. Her er udstilling af bl.a. vaskemaskiner, hvoraf nogle er fra før man egentlig kunne kalde det en maskine.
- Et havehus (lysthus), opført 1910 ved Egholmgård i Tørring, er restaureret og genopført på museet i 2005–2006.
- For enden af maskinhallen er Linnerup Sogns Brugsforening genopført og har fået et passende baglokale, hvor man kan drikke en øl. Udenfor er der scene, hvor bl.a. høstfestens dilettantkomedie kan udspilles. I 2022 var der plads til både sladrebænk og omstillingsbord, idet komedien handlede om da telefonen kom til Hjortsvang i 1910.
- Museet beskæftiger sig også med egnens Besættelseshistorie og har lavet en udstilling om våbennedkastningerne. Den blev færdig til museets 40-års jubilæum 30. april 2023.

- Maskinhal - tv. vejmandens arbejdsplads
- Haven med Vroldhuset tv., Hornborghuset th.
- Hornborghuset
- Hattinghuset
- Honumhuset
- Smedjen
- Brugsen og scenen
- Nedkastningsudstillingen

## Landsbyhåndværkerne
Museet viser redskaber fra de typiske landsbyhåndværkere: murer, tømrer, bødker, sadelmager og skrædder. Jens Vejmands arbejdsplads er også vist. Og i 2010 fik museet mulighed for at vise, hvordan smeden havde sit værksted med essen i midten. Smedjen er ikke flyttet hertil, men nyopført med gamle materialer og metoder fra slutningen af 1700-tallet. Den er bygget af restaureringshåndværker Erik Therkildsen, Børkop og murermester André Sørensen, Rask Mølle med tilskud fra EU, Fødevareministeriet, Jelling Sparekasses Fond og Nordea-fonden. Flere frivillige har leveret en meget stor del af arbejdskraften.

## Høst
Museet har rigeligt materiel til at vise høst i gamle dage, men folk der kan betjene redskaber og maskiner uddør. Så ved den årlige høstfest i august bliver der ikke længere høstet på museumsmarken, men i 2013 var der stadig folk, der kunne svinge en le:
- Høst med le
- Landbrugsmaskiner
- Halmpresser
- Mejetærsker
- Tømning

## Æbler
I museumshaven står et piblingetræ fra omkring år 1800, og museet har en saftpresser fra Rasmussens Maskinfabrik i Rynkeby, så man kan demonstrere fremstilling af æblemost. På den årlige Æbledag kan alle komme med deres overskud af æbler og presse dem.

## Aktiviteter
Museet har stor lokal opbakning: Det har over 200 medlemmer. Den årlige generalforsamling for museets venner samler 35-40 deltagere. Museet har én lønnet medarbejder, der både er museumsleder og havemand, men hjælp fra mange frivillige gør det muligt at afvikle de faste arrangementer, som normalt tiltrækker 2-300 gæster. Foruden høstfesten og æbledagen er det åbningsdagen omkring 1. maj og julestuen 1. søndag i advent. Dertil kommer ad hoc arrangementer som fx folkedans, modeopvisning, pilefletning og kunstudstilling. Museet fungerer desuden som et almindeligt egnsmuseum med lokalarkiv og plancheudstilling om Tørring-Uldum Kommunes historie. Museet har desuden infotek med billede og historie for alle  huse i Hjortsvang.